# Serafin Sabol
Fra Serafin Sabol (Ivanovec kod Čakovca, 30. kolovoza 1946. – Rijeka, 21. siječnja 2017.), hrvatski katolički svećenik, franjevac i trsatski gvardijan. Krsnog imena Franjo.

## Životopis
Rođen je 30. kolovoza 1946. u Ivanovcu kod Čakovca. Nakon franjevačkog sjemeništa, u kolovozu 1963. stupio u novicijat Hrvatske franjevačke provincije sv. Ćirila i Metoda, u Cerniku kod Nove Gradiške, a sljedeće godine položio je prve privremene zavjete. U Vukovaru je položio svečane zavjete 8. prosinca 1969. godine. 1970-ih djelovao u Virovitici kao svećenik, vjeroučitelj i kapelan te mu je bila povjerena duhovna skrb tadašnje filijale, sadašnje župe bl. Alojzija Stepinca u Milanovcu.
U pastoralu djeluje još kao student u Zagrebu, kao vjeroučitelj za osnovnoškolsku djecu.
Za svećenika je zaređen 25. lipnja 1972. godine u Zagrebu. U Svetištu Majke Božje Trsatske služio je tri desetljeća, od toga gotovo 27 godina u kontinuitetu, od 10. kolovoza 1990. godine. Bio je čuvar trsatskog svetišta i organizator brojnih manifestacija od kojih se najviše ističe organizacija dolaska sv. pape Ivana Pavla II. u Rijeku 5. lipnja 2003. godine.
Djelovao je u više gradova u Hrvatskoj, ali je najviše ostao vezan za Trsat i Rijeku. 
Pored Zagreba i Virovitice, djelovao u riječkoj župi Vežica, u zagrebačkom Sigetu, gdje je 1981. imenovan i gvardijanom. Potom je ondje vodio izgradnju crkve. U Požegu je od 1987. do 1990. vikar i ekonom samostana. Od 1990. do kraja života služio na Trsatu. Prvo je bio vikar, ekonom, ispovjednik, potom, od 1993. do 2002., kao gvardijan i čuvar Svetišta, a od 2002. kao ekonom trsatskoga samostana. Uposlio se na uređenju Svetišta, prvo prostora samostanske riznice, zatim parka oko crkve i samostana koji je pretvoren u Marijin perivoj.
Spomenik sv. Ivanu Pavlu II., kip Trsatski hodočasnik zahvaljujući fra Serafinu postavljen je ispred trsatske bazilike neposredno nakon papine smrti. Zalaganjem fra Serafina izgrađen je i trsatski pastoralni centar Aula pape Ivana Pavla II.
Umro je u riječkom Hospiciju Marije K. Kozulić. Njegovu ukopu na groblju na Trsatu 26. siječnja 2017. nazočili su predsjednica Republike Hrvatske Kolinda Grabar-Kitarović, različiti predstavnici državne vlasti te ljudi iz javnog društvenog i političkog života.

## Priznanja
Dobitnik više državnih nagrada i priznanja, među kojima su i Nagrada grada Rijeke te 14. travnja 2015. Nagrada za životno djelo Primorsko-goranske županije 'za izniman doprinos religijskom, duhovnom, kulturnom i civilizacijskom značenju Trsatskog svetišta u cjelini'.

## Vanjske poveznice
- Hrvatski katolički radio Serafin Trsatski, radijska emisija emitirana 26. siječnja 2017.
- Duhovna obnova grada Rijeke  Arhivirana inačica izvorne stranice od 1. veljače 2017. (Wayback Machine)